# Mne tolko snitsia jizn moïa
Albums de Constantin Nikolski
Odin vzgliad nazad
(1996) Illiouzi
(2007)
Mne tolko snitsia jizn moïa (en russe : Мне только снится жизнь моя) est la première compilation des chansons de Constantin Nikolski et son troisième album. Il est publié en avril 2004 en CD et cassette.
Je ne rêve que de ma vie, titre qui donne son nom à l'album, est une nouvelle chanson écrite en 2003. La chanson Nuage (en russe : Облако) écrite en 1983, que l'on retrouve dans l'album Le Miroir du monde (1987) et jouée habituellement à la guitare acoustique en concerts, se retrouve pour la première fois enregistrée en studio dans une version blues rock. Ces deux titres seront repris avec un nouvel arrangement dans l'album Illusions, sorti en 2007.

## Accueil critique
Le critique musical Valeri Bakoutkine note la particularité qui lie cette compilation à l'album live Je me suis habitué à flâner seul (en russe : Я привык бродить один) du groupe Résurrection, groupe pour lequel Nikolski a longtemps joué : les deux albums rassemblent en fait l'ensemble des titres qui ont fait le succès et la renommée du légendaire groupe Résurrection. Constantin Nikolski a juste récupéré ses chansons et Alexeï Romanov, du groupe Résurrection, conservé les siennes. « Dans les deux productions, nous avons affaire à des œuvres musicales de haut niveau » juge le critique. Bakoutkine définit ainsi le travail de Constantin Nikolski : « Nikolski poétise la réalité, se définit lui-même comme un poète, dont "l'âme est un miroir du monde" ». Et ce miroir ne se contente pas de refléter le monde mais le transforme également. Le génie lyrique de Nikolski contemple et idéalise la vie jusqu'à la sublimer, provoquant les frissons que procurent des titres comme Le Musicien ou L'Oiseau de nuit.
La critique Rita Skiter apprécie globalement l'album : « c'est un très bon album et une excellente occasion d'écouter à nouveau quelques chansons magnifiques » déclare-t-elle. À propos des deux nouvelles chansons, elle écrit : « elles n'ont rien d'exceptionnel mais, pour beaucoup, le fait que Nikolski présente deux nouveautés est un événement exceptionnel en soi ».
Sur le site internet de la station Notre radio, les auditeurs laissent les commentaires suivants : « les deux nouveautés de la compilation, Je ne rêve que de ma vie et Nuage, ne nous révéleront pas un nouveau Nikolski », le disque convient « à ceux qui voulaient acheter un bon album de Nikolski mais ne savaient lequel choisir ».
Pour le critique Alexeï Majaïev : « la presse a pendant plus d'un an écrit qu'il était extraordinaire que ce disque comprenne quelques nouvelles chansons. Mais de nouvelles chansons il n'y a qu'un titre du répertoire du groupe Le Miroir du monde, Nuage, quant à la seconde, il s'agit d'un poème du poète portugais Fernando Pessoa. Le reste de la tracklist est certes savoureux mais n'est qu'un sirop déjà familier, du Musicien à L'Oiseau de nuit et d'autres morceaux identiques ».

## Titres de l'album
| 1.      | Мне только снится жизнь моя (texte de Fernando Pessoa, traduction Anatoli Gueleskoul) | Mne tolko snitsia jizn moïa | 5:26 |
| 2.      | Облако                                                                                | Oblako                      | 2:58 |
| 3.      | Зеркало мира                                                                          | Zerkalo mira                | 5:10 |
| 4.      | Один взгляд назад                                                                     | Odin vzgliad nazad          | 3:40 |
| 5.      | Ночная птица                                                                          | Notchnaïa ptitsa            | 4:22 |
| 6.      | Мой друг художник и поэт                                                              | Moï droug khoudojnik i poet | 6:07 |
| 7.      | Птицы белые мои                                                                       | Ptitsy bielye moï           | 4:41 |
| 8.      | Музыкант                                                                              | Mouzikant                   | 5:19 |
| 9.      | Я сам из тех                                                                          | Ia sam iz tekh              | 3:56 |
| 10.     | Воскресенье                                                                           | Voskressenie                | 6:26 |
| 11.     | Прошедший день                                                                        | Prochedchi dien             | 5:15 |
| 12.     | Я бреду по бездорожью                                                                 | Ia bredou po bezdorojiou    | 5:44 |
| 13.     | От любви к любви                                                                      | Ot lioubvi k lioubvi        | 5:31 |
| 14.     | Без цели и без расчёта (texte de Gustavo Adolfo Bécquer)                              | Bez tseli i bez rastchiota  | 5:08 |
| 15.     | Растаяла дымка сквозная (texte de Fernando Pessoa, traduction Anatoli Gueleskoul)     | Rastaïala dymka skvoznaïa   | 5:59 |
| 1:15:42 |                                                                                       |                             |      |

## Musiciens et production
- Constantin Nikolski : chanteur, guitare solo, guitare rythmique, guitare acoustique
- Igor Kojine : guitare (chansons 1 et 2)
- Alexandre Kouzmitchev : guitare basse
- Mikhaïl Chevtsov : claviers (chansons 3 et 15), choriste
- Igor Kostikov : batterie
- Arcadi Berezovski : choriste